# OGLE-2007-BLG-368Lb
OGLE-2007-BLG-368Lbは、さそり座の方向に19200光年の位置にある恒星OGLE-2007-BLG-368Lの周囲を公転する太陽系外惑星である。この惑星は2009年12月8日にSumiにより重力マイクロレンズ法で発見された。質量は木星の6.94%（地球の22倍）で、主星から3.3 auの軌道を公転している。このような性質により、この惑星はコールド・ネプチューンに分類されている。OGLE-2005-BLG-169Lbに続いて2つ目に発見されたコールド・ネプチューンである。大気や内部の性質については、太陽系では天王星や海王星に似ている。